# Alfred Molina
Alfred Molina (nacido como Alfredo Molina; Paddington. Londres; 24 de mayo de 1953) es un actor inglés mayormente conocido por su papel del Doctor Octopus en la película de 2004 Spider-Man 2 y en Spider-Man: No Way Home de 2021. También ha participado en otras películas como El código Da Vinci, The Pink Panther 2, El aprendiz de brujo, Prince of Persia, Chocolat y Frida, entre otras. También hizo acto de presencia en la serie Law & Order: LA bajo el papel de Ricardo Morales.

## Biografía

### Primeros años
Nació como Alfredo Molina en Paddington, Londres. Su padre, Esteban J. Molina, era un español, que trabajaba de camarero y chófer, mientras su madre, Giovanna Bonelli, originaria de Italia, era ama de casa y cocinera de un hotel italiano. Creció en un vecindario de clase obrera en Notting Hill, que estaba habitado por otras familias de inmigrantes. Decidió que quería ser actor después de ver Espartaco a los nueve años de edad, y asistió a la Guildhall School of Music and Drama.

### Carrera
Debutó en la película de 1981En busca del Arca Perdida, en la primera escena que Indiana Jones localiza una figura de Oro. Pero empezó a destacar en Letter to Brezhnev en 1985, a la que siguió un papel protagonista en Prick Up Your Ears en 1987, donde interpretaba a Kenneth Halliwell. Molina también interpretó al muralista mexicano Diego Rivera en Frida. 
Otros papeles destacados son Species, Boogie Nights, Dudley Do-Right, Magnolia, y Chocolat. Entre las interpretaciones que le han hecho popular destacan las del villano Doctor Octopus en Spider-Man 2 y del obispo Manuel Aringarosa en El código Da Vinci.
Molina estuvo casado con la actriz Jill Gascoine desde el año 1986 hasta la muerte de esta en 2020. En 1980 tuvo una hija, Rachel, de una relación previa.
En el año 2004 anunció que había obtenido la nacionalidad estadounidense que se suma a su nacionalidad británica. En 2021 contrajo matrimonio con la directora de cine, Jennifer Lee.

## Filmografía

### Cine
| Año  | Título                                                                                     | Personaje                             | Notas                  |
| ---- | ------------------------------------------------------------------------------------------ | ------------------------------------- | ---------------------- |
| 1981 | Raiders of the Lost Ark                                                                    | Satipo                                |                        |
| 1985 | Letter to Brezhnev                                                                         | Sergei                                |                        |
| 1985 | Ladyhawke                                                                                  | Cezar                                 |                        |
| 1985 | Water                                                                                      | Pierre                                |                        |
| 1985 | Eleni                                                                                      | Joven Christos                        | No acreditado          |
| 1987 | Prick Up Your Ears (Ábrete de orejas [Esp])                                                | Kenneth Halliwell                     |                        |
| 1988 | Manifesto                                                                                  | Avanti                                |                        |
| 1989 | Virtuoso                                                                                   | John Ogdon, el pianista               |                        |
| 1989 | Rescuers Speaking                                                                          | Sacerdote italiano                    |                        |
| 1991 | Hancock                                                                                    | Tony Hancock                          |                        |
| 1991 | Not Without My Daughter                                                                    | Sayyed Bozorg Mahmoody                |                        |
| 1991 | American Friends                                                                           | Oliver Syme                           |                        |
| 1992 | Un abril encantado (Enchanted April)                                                       | Mellersh Wilkins                      |                        |
| 1993 | A Year in Provence                                                                         | Tony Havers                           |                        |
| 1993 | The Trial                                                                                  | Titorelli                             |                        |
| 1993 | When Pigs Fly                                                                              | Marty                                 |                        |
| 1994 | Maverick                                                                                   | Angel                                 |                        |
| 1994 | White Fang 2: Myth of the White Wolf                                                       | Reverendo Leland Drury                |                        |
| 1994 | Cabin Boy                                                                                  | Profesor de historia de Nathaniel     | No acreditado          |
| 1995 | Species                                                                                    | Dr. Stephen Arden                     |                        |
| 1995 | The Steal                                                                                  | Cliff                                 |                        |
| 1995 | The Perez Family (Cuando salí de Cuba [Esp])                                               | Juan Raúl Pérez                       |                        |
| 1995 | Dead Man                                                                                   | Misionario de Puesto de Comercio      |                        |
| 1995 | Scorpion Spring                                                                            | Denis Brabant                         |                        |
| 1995 | Hideaway (Asesino del Más Allá [Esp])                                                      | Dr. Jonas Nyebern                     |                        |
| 1995 | Nervous Energy                                                                             | Ira Moss                              |                        |
| 1996 | Mojave Moon                                                                                | Sal                                   |                        |
| 1996 | Antes y después                                                                            | Panos Demeris                         |                        |
| 1997 | Ana Karenina                                                                               | Levin                                 |                        |
| 1997 | Boogie Nights                                                                              | Rahad Jackson                         |                        |
| 1997 | The Man Who Knew Too Little                                                                | Boris 'The Butcher' Blavasky          |                        |
| 1997 | A Further Gesture                                                                          | Tulio                                 |                        |
| 1998 | The Impostors                                                                              | Sir Jeremy Burtom                     |                        |
| 1998 | Rescuers: Stories of Courage: Two Couples                                                  |                                       |                        |
| 1998 | Pete's Meteor                                                                              | Hugh                                  |                        |
| 1998 | The Treat                                                                                  | El Coronel                            |                        |
| 1999 | Dudley Do-Right                                                                            | Snidely K. 'Whip' Whiplash            |                        |
| 1999 | Magnolia                                                                                   | Solomon Solomon                       |                        |
| 2000 | The Miracle Maker                                                                          | Simón, el fariseo                     | Voz                    |
| 2000 | Chocolat                                                                                   | Comte De Reynaud                      |                        |
| 2001 | Texas Rangers                                                                              | Rey Fisher                            |                        |
| 2002 | Frida                                                                                      | Diego Rivera                          |                        |
| 2002 | Plots with a View (También llamada: "Undertaking Betty") (Bailando en el cementerio [Esp]) | Boris Plots                           |                        |
| 2003 | My Life Without Me (Mi vida sin mí [Esp])                                                  | Padre de Ann                          |                        |
| 2003 | Identity (Identidad [Esp])                                                                 | Dr. Malick                            |                        |
| 2003 | Coffee and Cigarettes                                                                      | Él mismo                              |                        |
| 2003 | Luther (Lutero [Esp])                                                                      | Johann Tetzel                         |                        |
| 2004 | Crónicas                                                                                   | Victor Hugo Puente                    |                        |
| 2004 | Spider-Man 2                                                                               | Doctor Otto Octavius / Doctor Octopus |                        |
| 2004 | Steamboy                                                                                   | James Edward Steam                    | Voz. Doblaje en inglés |
| 2004 | Plots with a View                                                                          | Boris Plots                           |                        |
| 2006 | The Da Vinci Code (El código Da Vinci [Esp])                                               | Obispo Manuel Aringarosa              |                        |
| 2006 | As You Like It                                                                             | Touchstone                            |                        |
| 2006 | Orchids                                                                                    |                                       | Corto                  |
| 2007 | The Hoax                                                                                   | Dick Suskind                          |                        |
| 2007 | Silk                                                                                       | Baldabiou                             |                        |
| 2007 | The Ten Commandments                                                                       | Ramsés, el faraón                     | Voz                    |
| 2007 | The Moon and the Stars                                                                     | Davide Rieti                          |                        |
| 2007 | The Little Traitor                                                                         | Sargento Dunlop                       |                        |
| 2007 | Chill Out, Scooby-Doo!                                                                     | Profesor Jeffries                     | Voz. Directo-a-vídeo   |
| 2008 | Nothing like the Holidays                                                                  | Edy Rodriguez                         |                        |
| 2008 | An Education                                                                               | Jack Mellor                           |                        |
| 2009 | The Pink Panther 2 (La Pantera Rosa 2 [Esp])                                               | Randall Pepperidge                    |                        |
| 2009 | Angels & Demons                                                                            | Narrador                              | Voz                    |
| 2009 | The Lodger                                                                                 | Chandler Manning                      |                        |
| 2009 | Wonder Woman                                                                               | Ares                                  | Voz. Directo-a-vídeo   |
| 2009 | Big Guy                                                                                    | Kent                                  | Corto                  |
| 2009 | Professor Layton and the Eternal Diva                                                      | Danny                                 | Voz. Doblaje en inglés |
| 2010 | The Tempest                                                                                | Stefano                               |                        |
| 2010 | Prince of Persia: The Sands of Time                                                        | Sheik Amar                            |                        |
| 2010 | The Sorcerer's Apprentice (El aprendiz de brujo [Esp])                                     | Maxim Horvath                         |                        |
| 2011 | Abduction                                                                                  | Frank Burton                          |                        |
| 2011 | Rango                                                                                      | Roadkill                              | Voz                    |
| 2012 | Loving Miss Hatto                                                                          | William Barrington-Coupe              |                        |
| 2012 | The Forger                                                                                 | Everly Campbell                       |                        |
| 2013 | Bless Me, Ultima                                                                           | Antonio                               | Voz                    |
| 2013 | The Truth About Emanuel                                                                    | Dennis                                |                        |
| 2013 | Justin and the Knights of Valour                                                           | Reginald                              | Voz                    |
| 2013 | Monsters University                                                                        | Profesor Derek Knight                 | Voz                    |
| 2013 | Vivaldi                                                                                    | Tartini                               |                        |
| 2014 | Love Is Strange                                                                            | George                                |                        |
| 2014 | Return to Zero                                                                             | Robert Royal                          |                        |
| 2014 | We'll Never Have Paris                                                                     | Terry Berman                          |                        |
| 2014 | Swelter                                                                                    | Doc                                   |                        |
| 2014 | Kahlil Gibran's The Prophet                                                                | Sargento                              | Voz                    |
| 2014 | Heavenly Sword                                                                             | Rey Bohan                             | Voz                    |
| 2015 | Strange Magic                                                                              | Rey hada                              | Voz                    |
| 2015 | The Secret in Their Eyes                                                                   | Martin Morales                        |                        |
| 2016 | Little Men                                                                                 | Hernán                                |                        |
| 2016 | Donald Trump's The Art of the Deal: The Movie                                              | Jerry Schrager                        |                        |
| 2016 | Whiskey Tango Foxtrot                                                                      | Ali Massoud Sadiq                     |                        |
| 2016 | Paint It Black                                                                             | Cal                                   |                        |
| 2016 | Message from the King                                                                      | Preston                               |                        |
| 2016 | A Family Man                                                                               | Lou Wheeler                           |                        |
| 2017 | Breakable You                                                                              | Paul Weller                           |                        |
| 2017 | Justice League Dark                                                                        | Destiny                               | Voz. Directo-a-vídeo   |
| 2018 | The Front Runner                                                                           | Ben Bradlee                           |                        |
| 2018 | Saint Judy                                                                                 | Ray Hernandez                         |                        |
| 2018 | Ralph Breaks the Internet                                                                  | Double Dan                            | Voz                    |
| 2018 | Henchmen                                                                                   | Baron Blackout                        | Voz                    |
| 2018 | Vice                                                                                       | Mesero                                | Cameo. No acreditado   |
| 2019 | Don't Let Go                                                                               | Howard Keleshian                      |                        |
| 2019 | Frankenstein's Monster's Monster, Frankenstein                                             | Aubrey Fields                         | Corto                  |
| 2019 | The Devil Has a Name                                                                       | Big Boss                              |                        |
| 2019 | Frozen II                                                                                  | Rey Agnarr                            | Voz                    |
| 2020 | Promising Young Woman                                                                      | Jordan Green                          | No acreditado          |
| 2020 | The Water Man                                                                              | Jim Bussey                            |                        |
| 2021 | Trollhunters: Rise of the Titans                                                           | Archie                                | Voz                    |
| 2021 | Spider-Man: No Way Home                                                                    | Otto Octavius / Doctor Octopus        |                        |
| 2024 | Harold and the Purple Crayon                                                               | Narrador / Crockett Johnson           |                        |
| 2024 | The Instigators                                                                            | Richie Dechico                        |                        |

### Televisión
| Año           | Título                                                              | Personaje                      | Notas                                                 |
| ------------- | ------------------------------------------------------------------- | ------------------------------ | ----------------------------------------------------- |
| 1978          | The Losers                                                          | Nigel                          | 6 Episodios                                           |
| 1981          | Bognor                                                              | Mesero                         | 2 Episodios                                           |
| 1982          | Anyone for Denis?                                                   | Eric                           | Película de televisión                                |
| 1983          | Meantime                                                            | John                           | Película de televisión                                |
| 1983          | Reilly, Ace of Spies                                                | Yakov Blumkin                  | Episodio: "Gambit"                                    |
| 1985          | Number One                                                          | D.C. Rogers                    | Película de televisión                                |
| 1985          | Angels in the Annexe                                                | Mike Brittain                  | Película de televisión                                |
| 1985          | C.A.T.S. Eyes                                                       | Det. Sgt. Cropper              | Episodio: "Blue for Danger"                           |
| 1986          | Casualty                                                            | Harry Horner                   | Episodio: "Jump Start"                                |
| 1987          | Miami Vice                                                          | Abogado de Esther              | Episodio: "The Big Thaw"                              |
| 1989          | The Accountant                                                      | Lionel Ellerman                | Película de televisión                                |
| 1989          | Saracen                                                             | Jose Morazan                   | Episodio: "Proof of Death"                            |
| 1989–92       | Screen One                                                          | Varios                         | 4 Episodios                                           |
| 1989–95       | Screen Two                                                          | Varios                         | 4 Episodios                                           |
| 1990–92       | El C.I.D.                                                           | Bernard Blake                  | 13 Episodios                                          |
| 1991          | Ashenden                                                            | Carmona                        | Episodio: "The Hairless Mexican"                      |
| 1991          | Performance                                                         | George Melly                   | Episodio: "The Trials of Oz"                          |
| 1991          | Boon                                                                | Mike Hubble                    | Episodio: "The Night Before Christmas"                |
| 1994          | Requiem Apache                                                      | Hamish / Conductor de fuga     | Película de televisión                                |
| 1996          | Tracey Takes On...                                                  | Sr. Dragotti                   | Episodio: "Royalty"                                   |
| 1998          | The Wild Thornberrys                                                | Elcio                          | Voz. Episodio: "Only Child"                           |
| 1999–01       | Ladies Man                                                          | Jimmy Stiles                   | 30 Episodios. También productor                       |
| 2001          | Murder on the Orient Express (Asesinato en el Orient Express [Esp]) | Hercule Poirot                 | Película de televisión                                |
| 2002          | Bram & Alice                                                        | Bram                           | 9 Episodios                                           |
| 2003          | Justice League                                                      | King Gustav                    | Voz. Episodio: "Maid of Honor"                        |
| 2005          | Law & Order: Special Victims Unit                                   | Gabriel Duvall                 | Episodio: "Night"                                     |
| 2005          | Law & Order: Trial by Jury                                          | Gabriel Duvall                 | Episodio: "Day"                                       |
| 2007          | Monk                                                                | Peter Magneri                  | Episodio: "Mr. Monk and the Naked Man"                |
| 2007          | The Company                                                         | El hechicero                   | 3 Episodios                                           |
| 2009          | Yes, Virginia                                                       | Francis Church                 | Voz. Película de televisión                           |
| 2009          | The Lodger                                                          | Det. Chandler Manning          | Película de televisión. Copia de Jack, el destripador |
| 2010–11       | Law & Order: LA                                                     | Det. Ricardo Morales           | 16 Episodios                                          |
| 2010–12       | Roger & Val Have Just Got In                                        | Roger Stephenson               | 12 Episodios                                          |
| 2010–12       | The Life & Times of Tim                                             | Chairman                       | Voz. 2 Episodios                                      |
| 2011          | Harry's Law                                                         | Eric Sanders                   | 3 Episodios                                           |
| 2011          | Innocent                                                            | Alejando "Sandy" Stern         | Película de televisión                                |
| 2012          | Kung Fu Panda:                                                      | Ke-Pa                          | Voz. Episodio: "Enter the Dragon"                     |
| 2012          | Legends of Awesomeness                                              |                                |                                                       |
| 2012          | Loving Miss Hatto                                                   | Barrie                         | Película de televisión                                |
| 2012; 2015–16 | Gravity Falls                                                       | Multi-Bear                     | Voz. 3 Episodios                                      |
| 2012–20       | Robot Chicken                                                       | Lex Luthor. Varios personajes  | Voz. 7 Episodios                                      |
| 2013          | Monday Mornings                                                     | Dr. Harding Hooten             | 10 Episodios                                          |
| 2013          | Drunk History                                                       | Arthur Conan Doyle             | Episodio: "Detroit"                                   |
| 2014          | Rick and Morty                                                      | El diablo                      | Voz. Episodio: "Something Ricked This Way Comes"      |
| 2014          | Cosmos: A Spacetime Odyssey                                         | Alhazen                        | Voz. Episodio: "Hiding in the Light"                  |
| 2014          | The Normal Heart                                                    | Ben Weeks                      | Película de televisión                                |
| 2014          | Matador                                                             | Andrés Galan                   | 13 Episodios                                          |
| 2014–17       | Penn Zero: Part-Time Hero                                           | Rippen                         | Voz. 55 Episodios                                     |
| 2015          | Show Me a Hero                                                      | Henry J. Spallone              | 6 Episodios                                           |
| 2015          | Axe Cop                                                             | Varios                         | Voz. 2 Episodios                                      |
| 2015          | Oscar's Hotel for Fantastical Creatures                             | Norbert                        | Voz. Episodio: "Fishy Business"                       |
| 2015          | Long Live the Royals                                                | Rupert / Neil                  | Voz. 2 Episodios                                      |
| 2016–18       | DreamWorks Dragons                                                  | Viggo Grimborn                 | Voz. 22 Episodios                                     |
| 2016–17       | Angie Tribeca                                                       | Dr. Edelweiss                  | No acreditado. 14 Episodios                           |
| 2016          | Close to the Enemy                                                  | Harold Lindsay-Jones           | 7 Episodios                                           |
| 2016          | Sister Cities                                                       | Mort                           | Película de televisión. También productor ejecutivo   |
| 2016          | American Dad!                                                       | Conductor de camión remolcador | Voz. Episodio: "Father's Daze"                        |
| 2017          | Feud: Bette and Joan                                                | Robert Aldrich                 | 6 Episodios                                           |
| 2017          | I'm Dying Up Here                                                   | Carl Veisor                    | Episodio: "Pilot"                                     |
| 2017          | Hey Arnold!: The Jungle Movie                                       | Lasombra                       | Voz. Película de televisión                           |
| 2017          | Welcome to the Wayne                                                | Albert Molina                  | Voz. 3 Episodios                                      |
| 2018–19       | Summer Camp Island                                                  | Varias voces                   | 7 Episodios                                           |
| 2018          | I Feel Bad                                                          | Max                            | Episodio: "My Kids Barely Know Their Culture"         |
| 2019          | 3Below: Tales of Arcadia                                            | Archie                         | Voz. Episodio: "A Glorious End, Part Two"             |
| 2020          | Big City Greens                                                     | Cogburn                        | Voz. Episodio: "Animal Farm"                          |
| 2020          | Solar Opposites                                                     | The Duke                       | Voz. 4 Episodios                                      |
| 2020          | Harley Quinn                                                        | Sr. Freeze, Stew               | Voz. 2 Episodios                                      |
| 2020          | Family Guy                                                          | Hombre panameño                | Voz. Episodio: "Coma Guy"                             |
| 2020          | Wizards: Tales of Arcadia                                           | Archie                         | Voz                                                   |
| 2020          | Crossing Swords                                                     | Robin Hood                     | Voz. Episodio: "Hot Tub Death Machine"                |
| 2020          | El tren infinito                                                    | Chandelier                     | Voz. Episodio: "The Debutante Ball Car"               |
| 2021          | Monsters at Work                                                    | Profesor Derek Knight          | Voz. Episodio: "Welcome to Monsters, Incorporated"    |
| 2022          | Roar                                                                |                                | Episodio:"The Woman Who Loved Horses"                 |
| 2022          | Three Pines                                                         | Inspector Gamache              | Protagonista                                          |

### Videojuegos
| Año  | Título                                      | Personaje                      |
| ---- | ------------------------------------------- | ------------------------------ |
| 2004 | Spider-Man 2                                | Otto Octavius / Doctor Octopus |
| 2014 | The Elder Scrolls Online                    | Abnur Tharn                    |
| 2015 | The Elder Scrolls Online: Tamriel Unlimited | Abnur Tharn                    |
| 2016 | The Elder Scrolls Online: Gold Edition      | Abnur Tharn                    |
| 2017 | The Elder Scrolls Online: Morrowind         | Abnur Tharn                    |
| 2017 | Wilson's Heart                              | Bela Belascó                   |
| 2018 | The Elder Scrolls Online: Summerset         | Abnur Tharn                    |
| 2019 | The Elder Scrolls Online: Elsweyr           | Abnur Tharn                    |
| 2019 | The Elder Scrolls Online: Dragonhold        | Abnur Tharn                    |
| 2020 | The Elder Scrolls Online: Greymoor          | Abnur Tharn                    |
| 2021 | The Elder Scrolls Online: Blackwood         | Abnur Tharn                    |

## Teatro
| Año     | Título                        | Personaje                | Notas                                 |
| ------- | ----------------------------- | ------------------------ | ------------------------------------- |
| 1980–81 | Oklahoma!                     | Jud Fry                  | Palace Theatre, West End              |
| 1982    | Can't Pay? Won't Pay!         | Giovanni                 | Royal Court Theatre, West End         |
| 1989    | Speed-the-Plow                | Bobby Gould              | Royal National Theatre, Londres       |
| 1992    | The Night of the Iguana       | Rev. T. Lawrence Shannon | Royal National Theatre, Londres       |
| 1995–96 | Molly Sweeney                 | Frank Sweeney            | Laura Pels Theatre, RTC               |
| 1998    | Art                           | Yvan                     | Bernard B. Jacobs Theatre, Broadway   |
| 2001    | True West                     | Lee                      | Skirball Cultural Center, Los Ángeles |
| 2002    | Richard III                   | Duque de Buckingham      | Odyssey Theatre                       |
| 2004–05 | Fiddler on the Roof           | Tevye                    | Minskoff Theatre, Broadway            |
| 2006    | The Cherry Orchard            | Lopakhin                 | Mark Taper Forum, Los Ángeles         |
| 2007    | Howard Katz                   | Howard Katz              | Laura Pels Theatre, RTC               |
| 2009–10 | Red                           | Mark Rothko              | Donmar Warehouse, Londres             |
| 2009–10 | Red                           | Mark Rothko              | John Golden Theatre, Broadway         |
| 2017    | Long Day's Journey into Night | James Tyrone             | Geffen Playhouse, Los Ángeles         |
| 2018    | Red                           | Mark Rothko              | Wyndham's Theatre, West End           |
| 2020    | The Father                    | André                    | Pasadena Playhouse                    |

## Nominaciones
Premios BAFTA:
| Año  | Categoría              | Película     | Resultado |
| ---- | ---------------------- | ------------ | --------- |
| 2002 | Mejor actor de reparto | Frida        | Candidato |
| 2009 | Mejor actor de reparto | An Education | Candidato |

Premios del Sindicato de Actores:
| Año  | Categoría              | Película     | Resultado |
| ---- | ---------------------- | ------------ | --------- |
| 2002 | Mejor actor de reparto | Frida        | Candidato |
| 2009 | Mejor reparto          | An Education | Candidato |